# 史達林格勒級戰鬥巡洋艦
史達林格勒級戰鬥巡洋艦（俄语：тяжёлые крейсеры типа Сталинград），正式開發代號為82型重巡洋艦（Тяжёлые крейсера проекта 82），是一款蘇聯於1941年間提出的戰鬥巡洋艦開發計畫。本級艦的設計尺寸較其前輩喀琅施塔得級戰鬥巡洋艦為小，造價也較為低廉；其原始的角色定位係為突破英國皇家海軍高速巡洋艦隊的封鎖而設計，故蘇聯軍方在開發過程中十分注重本級艦的噸位、航速與火力。在理想狀況下，本級艦的火力將優於任何速度表現相仿的艦艇，而其航速則將優於任何火力更為強大的敵軍艦隻。本級艦的開發工作於啟動不久後即因納粹德國入侵蘇聯而被迫暫停。
史達林格勒級的開發作業於1944年重啟。蘇聯軍方計畫將本級艦、斯維爾德洛夫級巡洋艦與當時同樣處於開發階段的航空母艦一同編為一支可與美國海軍抗衡的特遣艦隊。蘇聯海軍意識到史達林格勒級現有的設計規格將不足以勝任其在特遣艦隊中的角色定位，唯有提升全艦的總體性能方能達成目標。在蘇軍的規劃中，本級艦的角色為在天候不佳造成己方戰機無法升空禦敵時負責保護航空母艦，並擊退敵方攻擊。本級艦共規劃了四艘同級艦，首艦「史達林格勒號」於1951年在烏克蘭南部城市尼古拉耶夫動工。本級艦的開發與建造獲得當時蘇聯領導人約瑟夫·史達林的鼎力支持，但卻遭為數眾多的海軍參謀部官員反對，因此在史達林於1953年逝世後本級艦的建造工程便戛然而止。造艦工程遭取消之時，已然動工的二號樣本艦不得不中止建造，三號樣本艦則從未動工。蘇軍先是將部分完工的史達林格勒號轉為測試反艦飛彈的靶艦使用，最終於1962年左右將其拆解。

## 開發背景
82型重巡洋艦的開發歷史最早可追溯至1941年5月，當時的蘇聯海軍總參謀部提出了對新型巡洋艦的規格要求。新式巡洋艦的尺寸大小需介於基洛夫級與夏伯陽級等級別的輕巡洋艦以及喀琅施塔得級戰鬥巡洋艦之間，且須能勝任下列任務：
- 與裝備203（8.0英寸）或更大口徑主炮的敵軍巡洋艦交火
- 擊毀敵方輕型巡洋艦
- 支援己方輕型巡洋艦
- 佈設水雷
- 有效壓制敵方中口徑岸防火力，支援登陸行動
- 截斷敵軍海事交通路線[1]

為了符合這些需求，海軍對新型巡洋艦的技術要求為噸位不超過20,000公噸（20,000長噸），搭載203（8.0英寸）口徑主炮、數門100（3.9英寸）副炮、12門37（1.5英寸）防空炮以及一具533（21.0英寸）三聯裝魚雷發射管；裝甲規格以能抵禦203毫米艦炮的直接射擊為標準，航速不低於36節（67每小時；41英里每小時），且需有足夠空間搭載四架艦載機與兩具彈射器。設計團隊提出了三個初步方案，但僅有一個排水量為25,000公噸（25,000長噸）的方案同時達成了所有的技術需求。不過開發人員卻建議海軍將主炮口徑增加至220（8.7英寸），並增強防空火力，同時酌量減少對裝甲防護力、航速與航程的要求。同年6月22日，德意志國防軍發動巴巴羅薩作戰入侵蘇聯，本級艦與喀琅施塔得級的開發遂遭擱置。
蘇聯軍方於1943年9月15日在原有的規格基礎上增加了一項新的技術要求，即其必須肩負起保護己方航空母艦的重任，同時須能與航空母艦一同執行聯合作戰任務。在這樣的條件下，軍方估計本級艦的排水量將落在20,000公噸（20,000長噸）至22,000公噸（22,000長噸）之間，主炮口徑則將介於210（8.3英寸）至230（9.1英寸）；副炮方面則搭載12門130（5.1英寸）高平兩用炮與32門37（1.5英寸）防空炮。對於航速、航程與艦載機的要求則維持不變，魚雷發射管則遭移除。至1944年5月時，開發團隊已提交了多達12種的設計方案，但無一中選。
1944年11月，海軍再次發布新的技術需求，並較為實際地將排水量限制設定於25,000公噸（25,000長噸）至26,000公噸（26,000長噸）之間，航速亦略減為33節（61每小時；38英里每小時），最大航程則定為 8,000海里（15,000；9,200英里）。除此之外，軍方也要求艦上應搭載9門220（8.7英寸）艦炮作為主要武裝，另配備16門130毫米副炮、32門45（1.8英寸）防空炮與20門23（0.91英寸）防空炮。海軍於1945年時將小口徑防空炮的口徑要求提升為25（0.98英寸）。
蘇聯海軍元帥尼古拉·庫茲涅佐夫認為根據此規格設計的新型巡洋艦將能在天候不佳時有效保障己方航空母艦不受美軍巡洋艦的攻擊，因此大力敦促加速該艦種的造艦計畫，不過造艦工程人民委員部卻以戰後造艦狀況的不確定性與自身設計局的工作量已超載等理由拒絕展開本級艦的細節設計作業。儘管如此，海軍仍繼續新型巡洋艦的設計案，同時為此規畫了一項自1946年起至1955年止的十年造艦計畫。在規劃中，新型巡洋艦將負責在蘇聯領海的邊界地帶執行衛戍任務，防止英美聯軍航空母艦艦隊的襲擊，而己方的潛艇則會負責截斷敵方的通訊航線。海軍在造艦計畫中規劃建造十艘新型巡洋艦。1945年9月29日此提案獲提交於蘇共中央政治局進行討論，結果並未遭遇太多反對。儘管如此，史達林本人仍認為應在現有設計的基礎上將主炮口徑提高為305（12.0英寸），但在遭庫茲涅佐夫元帥反對後即未強力推動該提議。
然而，造艦工程人民委員部的消極抵抗卻使新型巡洋艦的建造作業更加棘手。造艦工程部表示1950年以前都將無法再起造新的艦隻，而且其立場亦較傾向於建造大口徑主炮版本的艦種。海軍則認為沒有理由新型巡洋艦的建造作業不能於1948年展開。為了解決兩者間的分歧，蘇聯設置了一個由內務人民委員部首腦拉夫連季·貝利亞領導的委員會進行調停。不過委員會多數時候均站在造艦工程部一方，認為現有設計的艦隻性能是不足的。在經歷多次協調後，造艦工程部最終同意由位於莫洛托夫斯克的第402造船廠與位於尼古拉耶夫的第444造船廠承造四艘新型巡洋艦，另規劃於1953年至1955年間起造另外三艘。由貝利亞領導的委員會於1945年11月27日批准了這項決定，針對220毫米主炮與305毫米主炮的細節設計作業則於1946年逐步展開。
蘇聯政府於1947年1月28日頒布的一項法令更加確認了造艦計畫的正當性。至同年8月時，海軍與造艦工程部已篩去了大多數的提案，僅留下了三個方案，分別為兩個裝備305毫米主炮的設計與一個裝備220毫米主炮的聯合方案。220毫米主炮方案的體積較小，排水量比海軍的40,000公噸（39,000長噸）設計案少了2,000公噸（2,000長噸），其水線裝甲帶也薄了50（2.0英寸）；此外，其副炮數量也略有減少，但速度快了1.5節（2.8每小時；1.7英里每小時）。所有提案的航程表現均能達到以18節（33每小時；21英里每小時）的速度巡航時行駛6,000海里（11,000；6,900英里）。可能因為受到美國提出《馬歇爾計劃》的影響，蘇聯方面直至1948年3月才得以仔細審查這些提案。最終，史達林批准了海軍奉防護力為設計圭臬的提案。即便如此，由於後續細節設計作業仍須接受進一步的審核與批准，但直至1948年8月31日以前，蘇聯政府均因處理蘇南衝突與柏林封鎖等問題而分身乏術，無暇顧及造艦計畫，海軍的提案也因此遭到進一步的擱置。
技術規格獲得批准後，TsKB-17重型艦艇設計局便著手展開草圖的繪製與設計以供部長會議進行審查。至1949年3月時，設計局已發展出了四種130毫米副炮與鍋爐位置布局各有不同的衍生設計。設計局屬意其中一種設計版本，海軍與造艦工程部亦表示贊同，前者遂在未經正式批核的情況下展開了技術設計作業以便如期在1950年第三季前起造第一艘艦隻。然而史達林於1949年9月審視草圖設計後卻回絕了該提案，反倒要求設計局提出一種體積較小、速度可達35節（65每小時；40英里每小時）的方案。即便時間緊迫，TsKB-17設計局仍然設法於該年年底前趕出了一個符合史達林要求的初步方案。為了節省時間，設計團隊保留了多數原始設計的技術規格，並在現有艦身內調整整體的空間佈局以便安裝更多輸出功率更為強大的鍋爐。根據1949年與1951年設計草圖的比對結果，設計團隊很可能為了達到史達林對航速的要求而移除了兩座位於艦艉的130毫米副炮砲塔。
海軍於1950年3月在克里姆林宮召開的一次會議上對設計團隊為使艦隻排水量降至史達林要求的36,000公噸（35,000長噸）並達到35節（65每小時；40英里每小時）的高速而做出妥協一事表達了不滿。在該場會議上，史達林詢問海軍將領們這款新型巡洋艦的設計目的究竟為何，後者答道新型巡洋艦係為獵殺敵方重巡洋艦而設計；持相反意見的史達林則表示新型巡洋艦應該是為擊毀敵軍輕巡洋艦而設計的，因此「將航速提升至35節絕對有其必要，這樣才能創造出一艘能使敵方輕巡洋艦隊感到恐懼的巡洋艦，方才得以分化敵方力量並逐艘予以擊毀。」除此之外，史達林也認為新型巡洋艦的活動區域應以國境周邊為主，負責蘇聯近海的水域防衛。史達林說道：「你不能盲目地複製美國與英國的設計，他們所面對的處境與我們不同，他們的船隻必須能遠洋巡航，脫離自己的基地行動。既然我們不打算投入遠洋海戰，我們的船隻只需要在我國海岸線周圍戰鬥即可，因此船上不需要囤積過量的彈藥供給。」海軍將領們同樣不樂見設計團隊為追求史達林所設下的高航速標準而減少副炮武裝以便安裝更強而有力的動力套件。對此史達林則回應道多數戰機的攻擊高度都在1,500（4,900英尺）以內，而130毫米炮的射程已遠遠超過這個數字，因此沒有大量列裝的必要。此外，他還下令減少艦上的輕型防空武裝，理由是構築防空火力網的任務應交由其他同行的僚艦負責。經過修正後的設計於1950年3月25日獲得部長會議通過認可。
基礎架構確立後，設計團隊隨即展開技術設計程序，並於1950年12月宣告完成。在海軍與造艦部門於1951年2月完成審查後，設計方案又於同年4月間經歷了不小的更動，其中較為顯著的即是艦艏形狀的改變。設計團隊原始設計的艦艏形狀類似於夏伯陽級輕巡洋艦的艦艏設計，但後者的首艦夏伯陽號於1950年12月至隔年1月間進行海試時卻卻因艦艏設計問題而影響了艦隻的適航能力。為了改善這個問題，設計團隊大幅修改了艦艏的設計，並導入更為傾斜的艏柱；種種修正使史達林格勒級的全長較原始設計增加了10（32英尺10英寸）。除此之外，設計團隊也將艦身裝甲帶的厚度由原先的150（5.9英寸）增為180（7.1英寸），並於1951年6月4日將這項改動送交審查 。

## 設計

### 規格概覽
史達林格勒級戰鬥巡洋艦的水線長度為260（853英尺0英寸），艦體全長為273.6（897英尺8英寸），艦體全寬為32（105英尺0英寸）；艦艏的最大吃水深度為9.2（30英尺2英寸），艦艉則為8.8（28英尺10英寸）。史達林格勒級的標準排水量為 36,500公噸（35,900長噸），滿載時則可達42,300公噸（41,600長噸）。本級艦是蘇聯所建造的第一款平甲板軍艦，其艦體全以焊接打造以節省重量，且艦身核心區域下方採用了三層船底設計；艦身核心高2.25（7英尺5英寸），內含23個水密隔艙。據估計，本級艦於載重情況下的穩心高度約為2.6（8英尺6英寸）。艦上乘員共計1,712人，當擔任旗艦時乘員編制將再增加30人。
史達林格勒級的每艘同級艦造價約為1,168,000,000盧布，幾乎是造價322,000,000盧布的斯維爾德洛夫級巡洋艦的四倍。艦長階級為海軍少將，其餘副艦長、政治委員與槍砲科、輪機科等科別的指揮官則由海軍上校充任。

### 推進系統
為了追求卓越的航速，史達林格勒級採用了四具TV-4齒輪式蒸汽渦輪發動機作為動力來源，每具機組驅動一隻螺旋槳，輸出功率為70,000匹軸馬力（52,199千瓦特）。發動機作動所需的蒸汽則由12組運作壓力為66千克每平方（6,472千帕斯卡；939磅力每平方英寸）的水管式鍋爐提供，其運作時的溫度可達460 °C（860 °F）。艦內的動力機組以單元式布局安裝，以避免遭敵軍擊中一次所有機組皆停止運作的窘境。前方煙囪下方設有兩間鍋爐室，其內配備三具鍋爐，而渦輪發動機組則緊鄰著鍋爐室。艦上備有5,000公噸（4,900長噸）的重油；以18節（33每小時；21英里每小時）速度行駛時，本級艦的最大巡航距離為5,000海里（9,300；5,800英里），不過其最大航速可達35.5節（65.7每小時；40.9英里每小時）。
本級艦採用380伏特、50赫茲的電力系統，由八具輸出功率750千瓦特（1,010匹馬力）的渦輪發電機與位於艦身核心兩側的四具輸出功率1,000千瓦特（1,300匹馬力）的柴油發電機供應電力，總計可輸出10,000千瓦特（13,000匹馬力）的電力。

### 裝甲防護
史達林格勒級戰鬥巡洋艦的裝甲布局異常複雜，全艦共計採用了至少25種不同厚度的裝甲板。艦上的核心裝甲區以可抵擋8英寸（200）口徑穿甲彈在13,000碼（12,000）與15,000碼（14,000）間至34,000碼（31,000）的距離上的直接射擊作為設計標準，其餘區域的裝甲則以足堪抵禦6英寸（152）口徑高爆彈與500（1,100英磅）炸彈攻擊作為防禦力標準。
史達林格勒級的水線裝甲帶厚180（7.1英寸），且向外傾斜15度，以增強對敵艦的遠程俯射與水平直射火力的抵禦能力。水線裝甲帶的垂直高度為5.25（17.2英尺），其中約1.7（5英尺7英寸）低於設計水線。裝甲帶總長156（512英尺），整體而言共計覆蓋了60%的艦身水線。裝甲帶上方的裝甲厚50（2.0英寸），主要用於抵禦炮彈碎片。核心裝甲區的前端由一段厚達140（5.5英寸）的水密艙壁所封閉，後端段則厚125（4.9英寸）。核心區域上方的甲板裝甲厚度則不一而足，從上層甲板的50（2.0英寸）厚至中段甲板的70（2.8英寸）厚，至130（5.1英寸）副炮的火控室一帶增為75（3.0英寸），至後方下層的防彈甲板減為15（0.59英寸）厚，最終延伸至外舷增為20（0.79英寸）。核心區域前方的水線由一塊一路延伸至艦艏、厚達50（2.0英寸）的防彈裝甲帶所覆蓋；艦艉段也設有類似布局的裝甲帶延伸至操縱舵一帶。防彈裝甲帶後方的中段甲板厚達50（2.0英寸）。操縱舵處的兩側由兩塊厚170（6.7英寸）的裝甲提供保護，其上方覆蓋著一塊厚70（2.8英寸）至100（3.9英寸）厚的甲板，後方則設有一處厚度達200（7.9英寸）的裝甲隔艙。
除此之外，設計團隊還在水下防護帶的第三間隔艙外層設置了額外的裝甲板，用以增強艦身底層不受水線裝甲帶保護的區域；不過這塊裝甲帶的厚度不僅依設置區域而有所不同，而且彼此間的差距還非常之大；艦身中段的底層裝甲可達100（3.9英寸）厚，但至305毫米主炮的彈藥艙外板處卻僅剩20（0.79英寸）厚。主炮炮塔的正面裝甲厚240（9.4英寸），側面厚225（8.9英寸），頂層則厚125（4.9英寸）。炮座正面裝甲的最大厚度可達235（9.3英寸），後方也設有200（7.9英寸）的裝甲，然而主甲板下方的炮座卻僅有155（6.1英寸）至195（7.7英寸）的裝甲防護。對比之下，130毫米副炮的炮塔裝甲更顯薄弱，僅採用了25（0.98英寸）厚的防彈裝甲抵禦碎片。
前司令塔的正面裝甲厚250（9.8英寸），並逐步減少至後方的225（8.9英寸）；頂部則以100（3.9英寸）的裝甲板覆蓋之。司令塔的中控系統與纜線均以一支厚100（3.9英寸）的鋼管保護；司令塔下方的支撐結構則以20（0.79英寸）裝甲板遮護。司令塔後方設有一裝甲薄弱的輔助控制站，其側部裝甲僅有50（2.0英寸）厚。中段與下層甲板間的煙囪上升通道外層以100（3.9英寸）厚的甲板保護，上層與中段甲板間的裝甲則僅有30（1.2英寸）厚。鍋爐的上層與下層分別以125（4.9英寸）與175（6.9英寸）厚的裝甲格柵保護，防止炮彈與碎片穿入。
史達林格勒級的魚雷防護系統係以喀琅施塔得號戰鬥巡洋艦的未成艦體的全規格測試結果為基礎設計而成，其設計強度以可承受裝載400（880英磅）至500（1,100英磅）TNT的魚雷彈頭撞擊為標準。艦體的魚雷防護系統主要以四個縱向隔艙組成；第一個隔艙約為8（0.31英寸）至15（0.59英寸）厚，第二個隔艙則為8（0.31英寸）至25（0.98英寸）厚；第三個隔艙厚50（2.0英寸），第四個隔艙則厚15（0.59英寸）至30（1.2英寸）。根據設計規格，艦艉處的隔艙因空間收窄的原故而全部擠壓在一起，故其裝甲厚度理論上較薄。第一與第二隔艙採用了新奇的設計，其外觀呈內凹狀；設計團隊採用這種特殊設計的目的很可能是為了增強隔艙的防護能力，不過設計資料中並未說明其具體功用。核心裝甲區域下方採用了三層船底的設計，其防護強度據信是以可抵擋500（1,100英磅）重的TNT於艦身5（16英尺）處爆炸為標準。

### 武裝火力
設計團隊原先預定採用沙皇時代設計的305（12.0英寸）MK-3-12艦炮或喀琅施塔得級的305毫米54倍徑艦炮作為史達林格勒級的主要武裝，但稍後於1947年決定改採威力更為強大的新型305毫米61倍徑艦炮，並採用三具新設計的SM-6炮塔作為三聯裝主炮的火力載台。每門主炮重101.58公噸（99.98長噸；111.97短噸），全副武裝的炮塔則可重達1,370公噸（1,350長噸；1,510短噸）。主炮的最大俯角為−4°，最大仰角為50°，俯仰調整速度為每秒10°。炮塔的旋轉速率為每秒4.5°；每具炮塔均由「More-82」主射控導引儀遠端導引，不過遇有需求時射控導引也可由個別炮塔自行完成。主炮使用的炮彈重467（1,030英磅）；在使用209（461英磅）重的推進裝藥下，主炮的炮口初速為950每秒（3,100英尺每秒），最大射程則為53,070（58,040碼）左右。主炮的射擊速率約為每分鐘3.26發，每門炮備有80枚炮彈。
除主要武裝外，艦上的130毫米58倍徑高平兩用炮也屬新型設計。這種火炮將裝載於同樣為新設計的BL-109A雙連裝高平兩用炮塔中。每門130毫米炮重4.88公噸（4.80長噸；5.38短噸），載有火炮的炮塔重65.2公噸（64.2長噸；71.9短噸）。裝載於BL-109A炮塔中的130毫米炮可以以每秒20°的速度俯降至−8°的最大俯角與仰升至83°的最大仰角；炮塔的迴旋速率則為每秒20°。130毫米炮彈重33.4（74英磅）；在使用重12.92（28.5英磅）的推進裝藥時，該炮的炮口初速可達950每秒（3,100英尺每秒）至1,000每秒（3,300英尺每秒），最大射程則可達32,390（35,420碼）；其射擊速率為每分鐘15發，每門炮備彈200發。
史達林格勒級另搭載了24門裝載於六個全密封式四聯裝炮塔中的45（1.8英寸）78倍徑SM-20-ZIF防空炮。每門炮重402.8（888英磅），裝載火炮的炮塔則重9.75公噸（9.60長噸；10.75短噸）；45毫米炮的最大俯角為−13°，最大仰角為85°，俯仰調整速度為每秒25°。炮塔旋轉速率為每秒30°。45毫米炮炮彈重1.41（3.1英磅），其炮口初速為1,080每秒（3,500英尺每秒），最大射程為12,000（13,000碼）；射擊速率為每分鐘75發，每門炮備彈800發。
除此之外，本級艦還配備了40門裝載於十個BL-120四聯裝炮塔中的25（0.98英寸）倍徑防空炮。BL-120炮塔是專為史達林格勒級設計的新式炮塔，裝甲雖較為薄弱，但仍足以抵禦小型碎片。每一門25毫米防空炮重達101（223英磅），安裝火炮後的炮塔重4公噸（3.9長噸；4.4短噸）。25毫米炮的最大俯角為−5°，最大仰角為90°，俯仰調整速度為每秒25°；炮塔的迴旋速率則為每秒70°。25毫米炮彈重.281（0.62英磅），炮口初速達900每秒（3,000英尺每秒），最大射程為2,400（2,600碼）至2,800（3,100碼）。25毫米防空炮的有效射擊速率為每分鐘240發，每門炮備彈1,200發。

### 電子系統
「More-82」射控導引儀的目標鎖定資訊由安裝於二號與三號炮塔上的齊射式（Залп，北約代號「半弓（Half Bow）」）射控雷達與石窟式（Грот）測距雷達蒐集彙整。除此之外，艦上還另外設有一具配備8（26英尺）與10（33英尺）測距器的KDP-8-10光學導引儀。設計團隊原先有意為部分BL-109A炮組安裝「Shtag-B」（北約代號「蛋杯（Egg Cup）」）測距雷達，並以每兩個BL-109A炮組為一單位裝設一具SPN-500導引儀。這種導引儀配備了一具4（13英尺）測距儀與一具錨式（Якорь，北約代號「日罩（Sun Visor）」） 射控雷達。除此之外，艦上也配備了「Fut-N」（北約代號「細網（Slim Net）」）空中搜索雷達與「Fut-B」（北約代號「鷹嘯（Hawk Screech）」）防空射控雷達。
史達林格勒級的主要空中搜索雷達為「Giuis-2」型雷達（北約代號「十字鳥（Cross Bird）」）；這種雷達係蘇聯以英國於第二次世界大戰期間使用的291型雷達為基礎自行研製而成，對空中目標的搜索距離可達80（50英里），海面目標則為20（12英里）。另一方面，本級艦主要的海面搜索雷達則為「Rif-A」（北約代號「球端（Ball End）」），其對海面目標的搜索距離可達40（25英里）。除此之外。艦上還搭載了海王星式（Нептун）與北方式（Норд）導航雷達。史達林格勒級開發時期的蘇聯電子系統技術仍處在十分落後的階段，而多數電子系統均與本級艦相同的斯維爾德洛夫級巡洋艦於海試時便暴露了蘇聯電子工業的不足；實際而言，「Rif-A」型雷達的有效搜索距離還比不上齊射式與石窟式射控雷達。此外，「Giuis-2」型雷達在將資訊傳輸至錨式與「Fut-B」型防空射控雷達時亦存在著問題，尤其於面對高速巡航中的敵機時，這項問題就更為嚴重。另一方面，「Giuis-2」型雷達也存在著易對超短波無線電的接收造成干擾的問題。
電戰系統方面，史達林格勒級搭載了兩具珊瑚式雷達信號干擾器，分別裝設於主桅的兩側；桅桿式信號干擾器則安裝於前桅處。艦體建築的兩翼裝設了「Solentse-1P」紅外線偵測儀；「Fakel-MO」與「Fakel-MZ」天線則構成了史達林格勒級主要的敵友識別系統。艦上還載有大力神式（Геркулес）聲納系統與數具型號各異的無線電定向儀。

### 飛彈改型
在史達林格勒級的武裝方面，除了傳統的艦炮型版本外，TsKB-17設計局還另外提交了搭載巡弋飛彈與彈道飛彈的版本。在搭載彈道飛彈的改型中，艦上的前炮塔將被移除，改為安裝彈道飛彈垂直發射井；在另一個提案中，設計團隊甚至完全廢除了所有的主艦炮武裝。飛彈改型的提案最終遭到否決，原因是以當時的技術而言，不論是巡弋飛彈或彈道飛彈都需要一個完全穩定的發射平台才得以確保能命中目標，此外彈道飛彈的發射準備時間長達三個小時，無以滿足蘇聯軍方的需求。

## 建造
史達林格勒級戰鬥巡洋艦最主要的三艘同級艦與其動工時間分別為：
| 艦名                             | 俄語原文 | 舷號  | 承造廠      | 起造地點     | 起造日期（官方資料） | 下水日期      | 預定完工日期 |
| -------------------------------- | -------- | ----- | ----------- | ------------ | -------------------- | ------------- | ------------ |
| 史達林格勒號                     |          | 0–400 | 第444造船廠 | 尼古拉耶夫   | 1951年12月31日       | 1954年3月16日 | 1954年       |
| 莫斯科號                         |          | 0–406 | 第189造船廠 | 列寧格勒     | 1952年9月            | 不適用        | 1955年       |
| 喀琅施塔得號（阿爾漢格爾斯克號） | （）     | 0–401 | 第402造船廠 | 莫洛托夫斯克 | 1952年10月           | 不適用        | 不詳         |

史達林格勒號第一部分的建造工程於1951年11月間便已在位於尼古拉耶夫的第444造船廠的「O」船架滑道上動工；該滑道早先曾於1938年間用於建造蘇聯級戰艦的同級艦「蘇聯烏克蘭號」。不過該滑道本身亟需修繕，而且滑道尾端的空間已為預訂於1952年底下水的斯維爾德洛夫級輕巡洋艦的同級艦「米哈伊爾·庫圖佐夫號」所佔據。另一方面，莫斯科號於1952年9月間在位於列寧格勒的第189造船廠鋪設龍骨。未獲命名的三號艦於1952年10月間在莫洛托夫斯克的第402造船廠動工。關於三號艦的名稱眾說紛紜，蘇聯方面的來源稱其艦名可能為「喀琅施塔得號」或「阿爾漢格爾斯克號」。資料表明四號艦將同樣由第402造船廠承造，但該艦從未動工。
史達林格勒號的龍骨鋪設作業遲至1951年12月31日才正式展開；儘管如此，當局仍希望該艦能於1953年11月6日，即十月革命36週年紀念日前夕舉行下水儀式。然而儘管在造艦工程部的嚴格監督下，龍骨、裝甲、機械系統與其他材料裝備的貨運物流仍問題百出，嚴重影響造艦進度，造成工程落後了六個月左右；其他同級艦的工程進度也或多或少面臨同樣的問題。在造艦工程部的規劃下，史達林格勒號的工程進度至1953年1月1日時應可達成42.9%的完成率，但實際上至當日止該艦僅完成了18.8%；同樣日期時，莫斯科號應達成11.5%的完成率，但實際上僅完成了7.5%；三號艦的完成率預定為5.2%，但至當日卻僅達成了2.5%。
在蘇聯領導人約瑟夫·史達林於1953年3月5日逝世後，史達林格勒級的建造計畫旋即於一個月後的4月18日遭運輸暨工程機械部取消；莫斯科號與三號艦的艦體於同年稍晚在船架滑道上就地拆解。運輸工程部隨後於六月間下令將完成度最高的史達林格勒號的艦體用於武器測試。史達林格勒號於1954年4月16日下水；其已幾近完工的艦艉遭到卸除，艦艏則尚未建造，而中段長150（490英尺）的區域則遭改裝以供測試。

## 靶艦
史達林格勒號的艦體於1955年5月19日自尼古拉耶夫由三艘拖船拖出外海，但因受強勁海風吹拂而於5月23日在塞瓦斯托波爾灣南部開口處觸礁；艦身底部撞上一塊岩石，且其觸礁處距海岸線僅有約50（160英尺）遠，水位非常淺。蘇聯軍方嘗試了多種傳統方法試圖使艦體再次浮起，但因艦體本身已基本處於淨空狀態，因此無法透過減輕重量的方式來增加浮力，而堅硬的岩石底部也意味著將礁岩鑿碎並非可行選項。軍方隨後嘗試由莫洛托夫號與克赤號輕巡洋艦將艦體以蠻力脫離礁岩，但未見效。接著軍方又嘗試了以爆炸震波將艦體震離礁岩，輔以拖船拖曳的方案，但這不僅沒有解決問題，艦體反而因炸彈威力而破損，造成內部數個艙室開始進水，觸礁情況更加嚴重。軍方對既存狀況進行了仔細的評估，並於艦體底層發現了259片下水時殘留的金屬碎片，其尺寸小至40（1.6英寸），大可至169（6.7英寸）長。這一情況造成軍方先前所做的所有相關計算完全失準。
新羅西斯克號戰艦於1955年10月29日在塞瓦斯托波爾港的翻覆意外造成對史達林格勒號艦體的救援行動遲至同年底才再次啟動。軍方提出的計畫是先以補丁將艦體上的破洞全部封住，再將艦身內的水抽出，同時移除內部的金屬碎片，接著以浮筒船將艦艉略為提起並導往深水處，最後再以對艉部施重的方式將艦艏提起以脫離礁岩。這些準備工作相當耗時，也因此史達林格勒號的艦體直至1956年6月中旬才得以脫困並拖往塞瓦斯托波爾港以接受修整。接著軍方將艦體拖往位於葉夫帕托里亞與塞瓦斯托波爾間的海軍射擊場作為靶艦。1956年12月間，蘇聯軍方對艦體發射了七枚P-1反艦飛彈。飛彈擊穿了艦體，但其整體的吃水深度並沒有顯著的改變。蘇聯軍方尚進行了多次細節未知的射擊測試，但資料表明該艦體曾一度作為P-15飛彈與多種穿甲彈的測試目標。1960年代上旬，史達林格勒號的艦體已逐漸失去用處，因此可能於1962年左右遭到拆解。

## 引用
1. 1 2 3  McLaughlin, p. 103
2. 1 2  McLaughlin, pp. 103–4
3. 1 2  McLaughlin, p. 104
4. ↑  McLaughlin, pp. 105–106, 108
5. ↑  McLaughlin, pp. 108–109
6. 1 2  McLaughlin, p. 109
7. ↑  McLaughlin, pp. 109–10
8. ↑  McLaughlin, p. 110
9. ↑  McLaughlin, pp. 110–11, 115
10. 1 2 3 4 5 6  McLaughlin, p. 115
11. 1 2 3  McLaughlin, p. 114
12. ↑  McLaughlin, pp. 114–15
13. ↑  McLaughlin, pp. 110–11
14. 1 2  McLaughlin, pp. 110, 113
15. ↑  . Navweaps.com. 18 July 2006  [26 August 2009]. （原始内容存档于2016-10-30）.
16. ↑  . Navweaps.com. 21 November 2007  [26 August 2009]. （原始内容存档于2017-01-18）.
17. 1 2  McLaughlin, p. 113
18. ↑  McLaughlin, pp. 106, 108
19. ↑  Garzke & Dulin, p. 337
20. ↑  McLaughlin, p. 116
21. 1 2  McLaughlin, p. 117
22. ↑  McLaughlin, p. 118
23. ↑  McLaughlin, p. 119
24. ↑  McLaughlin, pp. 119–120

## 外部連結
- Brief article
- Detailed article（页面存档备份，存于） （俄文）